# Советское здравоохранение
«Сове́тское здравоохране́ние», в 1940—41 годах «Больничное дело» — ежемесячный журнал министерства здравоохранения СССР, позднее исключительно издательства «Медицина». Издавалось в Москве с 1940 по 2003 годы. ISSN печатной версии	0038-5239. Языки:	русский и английский.
Основные (1976) разделы журнала: социальная гигиена и вопросы общественного здоровья, управление здравоохранением, его экономика, планирование, научная организация труда в медицинских учреждениях, медицинское образование, история медицины и здравоохранения, критика и библиография.
Годовой комплект снабжался указателем статей, а также (с 1962) алфавитным перечнем авторов.
Тираж (1976) около 21 тысяч экземпляров.